# Mandy Mulder
Mandy Mulder, född den 3 augusti 1987 i Poeldijk i Nederländerna, är en nederländsk seglare.
Hon tog OS-silver i yngling i samband med de olympiska seglingstävlingarna 2008 i Qingdao i Kina.